# Baozi
Baozi (chinesisch 包子, Pinyin bāoziⓘ, IPA (hochchinesisch) [báu.t͡sɨ], Jyutping baau1zi2 – „gefüllter Hefekloß, Hefebrötchen mit Füllung“; Hokkien 燒包 / 烧包,  shāobāo, Pe̍h-ōe-jī Sio-pau – „heißer Hefekloß“) ist eine gedämpfte, gefüllte Teigtasche. Sie ist in China beliebt und überall verbreitet. Baozi existiert in den verschiedenen chinesischen Küchen sowohl als Gericht zur Hauptmahlzeit – insbesondere in Nordchina – als auch Imbiss oder Dimsum zur Zwischenmahlzeit – meist in Südchina. Ein Baozi ist dem chinesischen Mantou sehr ähnlich, welcher keine Füllung hat und kann in China zu allen Mahlzeiten gegessen werden – oft zum Frühstück. Die Füllung variiert von Region zu Region stark und kann sowohl aus Fleisch – Rind-, Schweine- und Lammfleisch selten auch Eselsfleisch oder Meeresfrüchte als auch aus vegetarischen Zutaten wie roter Bohnenpaste (Paste aus Adzukibohnen), verschiedene Gemüsearten, wie z. B. Pak Choi, Kailan, Chinakohl, Jiucai, Mungbohnensprossen, Bambussprossen oder Shiitake-Pilze bestehen.

## Einteilung
Allgemein kann man Baozi nach dessen Größe in Dabaozi, kurz Dabao („großer Baozi“, Durchmesser bis etwa 10 cm) oder als Xiaobaozi, kurz Xiaobao („kleiner Baozi“, Durchmesser bis etwa 5 cm) unterscheiden. Baozis können auch nach ihrer Füllung eingeteilt werden in:
- Subaozi, kurz Subao (Baozi ohne Füllung oder mit vegetarischer Füllung)
- Roubaozi, kurz Roubao (Baozi mit Fleischfüllung)
- Caibaozi, kurz Caibao (Baozi mit Gemüsefüllung, teilweise auch mit Fleischfüllung)
- Guantang baozi oder Guantangbao, kurz Tangbao (Baozi mit flüssiger Füllung, beispielsweise einer Brühe)

## Geschichte
Einer Legende nach wurde das Baozi von dem Militärstrategen Zhuge Liang im zweiten Jahrhundert nach Christus erfunden.

## In anderen Ländern

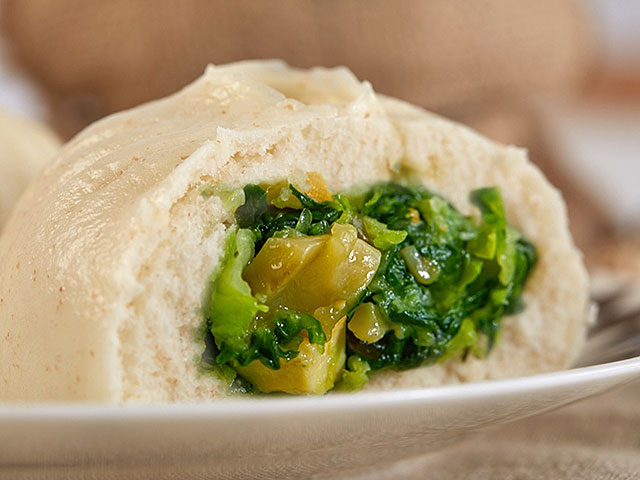
Vegetarischer Baozi, 2016

Als kulinarischer Kulturexport durch Auslandschinesen ist das chinesische Baozi in verschiedenen Ländern Ost- und Südostasiens seit Jahrhunderten bekannt.
- In Japan ist Baozi aus China allgemein unter dem Begriff Chūkaman bekannt, wörtlich für „chinesische Hefeklöße“. In der ältesten chinesischen Diaspora Japans in Nagasaki ist beispielsweise seit dem 17. Jahrhundert zur Edo-Zeit die Baozi-Speise Kakuni Manjū bekannt.[2][3][4] In Japan werden solche „Hefebrötchen“ (Baozi) mit Fleischfüllung nikuman genannt.[5][6][7][8][9]
- In Indonesien wurde durch die dortige chinesische Minderheit, deren Mitglieder großteils aus Fujian stammen, das chinesische Baozi in die dortige lokale Küche eingeführt und als fester Bestandteil integriert. Das indonesische Bapao (auch Bahpau oder Bakpau) stammt ursprünglich von der regionalen Hokkien-Bezeichnung aus der chinesischen Minyu-Region in Süd- und Ostchina. Neben der üblichen Fleischfüllung wird Bapau in Indonesien auch gern mit einer süßen oder vegetarischen Füllung ergänzt, wie beispielsweise Schokolade, Marmelade oder Süßkartoffeln. Die Niederlande brachten schließlich das Bapao als ehemalige Kolonialmacht Indonesiens (siehe Niederländisch-Indien) nach Europa.
- In Kambodscha heißt die hausgemachte Imbissspeise Num Bao, die oft auch als Streetfood anzutreffen ist.
- In Malaysia mit seiner langen Geschichte der Diaspora-Gemeinde von Auslandschinesen aus Fujian kennt die einheimische Küche Malaysias diese Speise als pau. Das malayische pau kann mit Kartoffel-, Hühnchen- oder Rindfleisch-Curry gefüllt werden. Manche Füllungen enthalten auch Eier als Zutat. Pau wird als Halal-Speise angeboten, da ein Großteil der Bevölkerung Malaysias muslimischen Glaubens ist. Es ist vergleichbar beliebt wie das Karipap und wird in Imbisse als Zwischenmahlzeit und auf Nachtmärkten sowie in Garküchen auf Straßen verkauft.
- In Myanmar ist Baozi als Imbiss Pauk-si weit verbreitet.[10][11]
- Auf den Philippinen wird Baozi von der dortigen chinesischstämmige Minderheit Siopao genannt, was wiederum eine Bezeichnung mit etymologischer Abstammung aus dem Hokkien-Regiolekt der Fujian-Region Chinas ist. Die Variation der Füllungen des philippinischen Siopaos reicht traditionell von Hühner- über Schweinefleisch bis zu salzig eingelegten Enteneiern. In der dortigen Diaspora werden neue Zutaten wie lokaler Fisch, Garnelen, Fleischklößchen, Schokolade und sogar Käse genutzt.
- In Thailand nennt man chinesische Baozi Salapao.
- In Vietnam ist das dort als Bánh bao bekannte Baozi eine lokale kulinarische Entwicklung des Dàbāo durch eingewanderte Kantonesen.

## Baozi (Auswahl)
| Bild | Name                 | Langz.     | Kurzz.     | Alternativ                       | Füllung                                | Typ          | Veg.  | Bemerkung |
| ---- | -------------------- | ---------- | ---------- | -------------------------------- | -------------------------------------- | ------------ | ----- | --- |
|      | Chashaobao           | 叉燒包     | 叉烧包     | Chashao baozi Manapua            | Fleisch                                | Ròubāo 肉包  | Nein  | Gedämpftes Chashao bao oder Chashao Baozi – Chashao, im Westen meist als Chasiu / Charsiu bzw. in Japan Chāshū, (叉燒 – „gegrilltes Schweinefleisch nach kantonesischer Art“) bekannt.                |
|      | Gubuli baozi         | 狗不理包子 | 狗不理包子 | Goubuli Go Believe               | Fleisch, Brühe, Gemüse und Pilze       | Tāngbāo 汤包 | Nein  | Eine der bekanntesten Baozi-Varianten nach Tianjin-Art; wörtlich übersetzt heißt es – „Das Baozi, das die Hunde ignorieren.“                                                                          |
|      | Xiaolongbao          | 小籠包     | 小笼包     | Xiaolong mantou Siolon meudoe    | Fleisch und Brühe                      | Tāngbāo 汤包 | Nein  | Kleines mit kräftiger Brühe gefüllte Baozi aus der Wu-Sprachregion. Es unterscheidet sich durch ungesäuerten Teig von anderen Baozi – „Tangbao nach Shanghaier Art.“                                  |
|      | Shengjian mantou     | 生煎饅頭   | 生煎馒头   | Shengjianbao Sanji meudoe        | Fleisch                                | Ròubāo 肉包  | Nein  | Kleines, fleischgefülltes Baozi mit Schnittlauch und Sesam aus Shanghai. |
|      | Yangzhou guantangbao | 揚州灌湯包 | 扬州灌汤包 | Yangzhou tangbao                 | Fleisch und Brühe                      | Tāngbāo 汤包 | Nein  | Großes mit Brühe gefülltes Baozi aus Yangzhou; die Brühe wird durch einen Strohhalm getrunken – „Tangbao nach Yangzhouer Art.“                                                                        |
|      | Handan guantangbao   | 邯鄲灌湯包 | 邯郸灌汤包 | Handan tangbao                   | Fleisch und Brühe                      | Tāngbāo 汤包 | Nein  | Kleines mit kräftiger Brühe gefüllte Baozi aus Handan – „Tangbao nach Handaner Art“. |
|      | Doushabao            | 豆沙包     | 豆沙包     | Dousha baozi Tau-se-pau          | Bohnenmus                              | Sùbāo 素包   | Ja    | Großes Baozi mit süßer Adzukibohnenpaste, siehe auch Dorayaki |
|      | Lianrongbao          | 蓮茸包     | 莲茸包     | Lianrong baozi                   | Lotussamenmus                          | Sùbāo 素包   | Ja    | Großes Baozi mit süßer Paste aus Samen der Lotosblumen. Gelegentlich werden die Baozi auch mit Lebensmittelfarbe rötlich gefärbt.                                                                     |
|      | Marongbao            | 麻茸包     | 麻茸包     | Marong baozi                     | Sesammus                               | Sùbāo 素包   | Ja    | Baozi mit weiße oder schwarze Sesampaste; regional auch Zhimabao oder Zhima baozi genannt. |
|      | Nanguabao            | 南瓜包     | 南瓜包     | Nánguā bāozi                     | Kürbismus                              | Sùbāo 素包   | Ja    | Großes Baozi mit Füllung aus Kürbis. |
|      | Ping'anbao           | 平安包     | 平安包     | Píng'ān bāozi Ping On Bun        | Lotussamenmus, Sesammus oder Bohnenmus | Sùbāo 素包   | Ja    | Baozi mit verschiedene vegetarische Füllung zum daoistischen Dajiu-Fest auf der Insel Cheung Chau in Hongkong                                                                                         |
|      | Naihuangbao          | 奶黃包     | 奶黃包     | Naihuang baozi                   | Ei, Butter und Milch                   | Sùbāo 素包   | Ja    | Baozi mit Custard (süße Milchcreme mit Eigelb) |
|      | Chashao Canbao       | 叉燒餐包   | 叉烧餐包   | –                                | Fleisch                                | Ròubāo 肉包  | Nein  | Gebackenes Chashao-Canbao – Chāshāo, im Westen meist als Chasiu / Charsiu bzw. in Japan Chāshū (叉燒 – „gegrilltes Schweinefleisch nach kantonesischer Art“) bekannt.                                 |
|      | Guabao               | 割包       | 割包       | Pork Belly Bun Bao Bun, koah-pau | Fleisch und Gemüse                     | Ròubāo 肉包  | Nein  | Baozi mit Schweinebauchfleisch, sauer eingelegtem Gemüse und Koriander. Guabao ist als Kakuni Manjū (JP) aka Huyaozhu (TW) aka Chabao (HK) aka Kong-pak-pau (SG) aka Hinata Bun (GB) überall bekannt. |
|      | Shuijianbao          | 水煎包     | 水煎包     | Shuijian baozi                   | Fleisch, Meeresfrüchte und Gemüse      | Ròubāo 肉包  | Nein  | Baozi mit Schweinefleisch, Jakobsmuschel, Garnelen – regional mit Weißkohl als Gemüse |
|      | Xianroubao           | 鮮肉包     | 鲜肉包     | Xianrou baozi                    | Fleisch                                | Ròubāo 肉包  | Nein  | Baozi mit Schweinefleisch, Schnittlauch und Ingwer – mit Zucker, Sesamöl und Sojasauce gewürzt |
|      | Dabao                | 大包       | 大包       | Dabaozi Shaobao                  | Fleisch, Gemüse, Pilze und Ei          | Ròubāo 肉包  | Nein  | Baozi mit Schweinefleisch, hartgekochtes Ei, Gemüse und Pilze – regional als Shaoboo – 燒包 – aka Sio-pau, Siopao, Salapao oder Roubao – 肉包 – aka Bah-pau, Bakpao, Bapao bekannt.                   |
|      | Jiqiu dabao          | 雞球大包   | 鸡球大包   | Dabao                            | Fleisch, Gemüse und Pilze              | Ròubāo 肉包  | Nein  | Baozi mit Hühner- und Schweinefleisch, kleingeschnittene Yambohne oder Bambussprosse, Gemüse und manchmal auch Shiitakepilze und salzig eingelegte Enteneier – 鹹鴨蛋.                                |
|      | Yangzhou Sandingbao  | 揚州三丁包 | 扬州三丁包 | Sandingbao                       | Fleisch und Bambussprosse              | Ròubāo 肉包  | Nein  | Baozi mit Hauptzutaten aus gewürfelte Hühner- und Schweinefleisch mit kleingeschnittene Bambussprosse – Yangzhou Sandingbao steht für „Baozi mit Dreierleigewürfeltes nach Yangzhouer Art“.           |
|      | Posubao              | 破酥包     | 破酥包     | Posu baozi                       | Fleisch, Gemüse und Pilze              | Ròubāo 肉包  | Nein  | Baozi aus Yunnan mit Schweinefleisch, Yunnan-Schinken, Schnittlauch, Shiitakepilz, Ingwer, Sojasauce, o. Ä. Jedoch gibt es auch vegetarische Posu-Baozi mit eingelegtem Gemüse.                       |
|      | Yacaibao             | 芽菜包     | 芽菜包     | Yacai baozi                      | Keimsprossen und eingelegte Gemüse     | Càibāo 菜包  | Teils | Je nach Füllung: Baozi mit Mungbohnensprossen, scharfes Gewürz, eingelegte Gemüse nach Sichuan-Art und manchmal auch Fleisch – meist Schweinefleisch – dazu.                                          |
|      | Kayangbao            | 咖央包     | 咖央包     | Kayebao Ka-ia-pau                | Kokosnussmarmelade                     | Sùbāo 素包   | Ja    | Kaya, ein Brotaufstrich aus karamellisierte Zucker, Kokosmilch und Eiern, die in Malaysia und Singapur beliebt ist.                                                                                   |
|      | Jiucaibao            | 韮菜包     | 韮菜包     | Jiucai baozi                     | Gemüse und Glasnudeln                  | Càibāo 菜包  | Teils | Je nach Füllung: Baozi mit Knoblauch-Schnittlauch – Jiucai, Glasnudeln und manchmal auch getrocknete Shrimps (Xiāmǐ – 蝦米) als Füllung.                                                              |

## Galerie

Baozi – Speise und Zubereitung
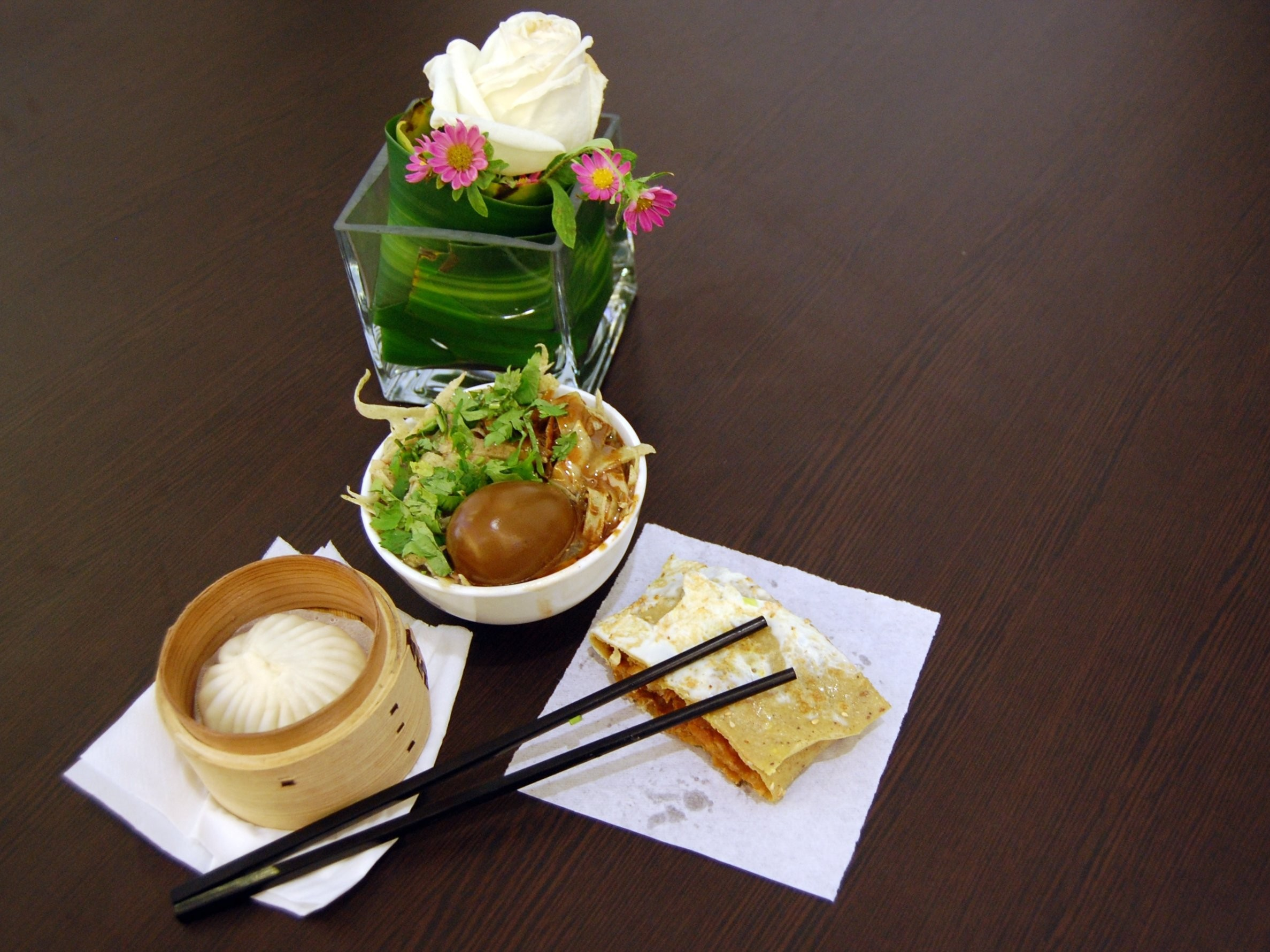
Gǒubulǐ-Menü – eingelegtes Ei, Salat und Wrap, Tianjin 2010
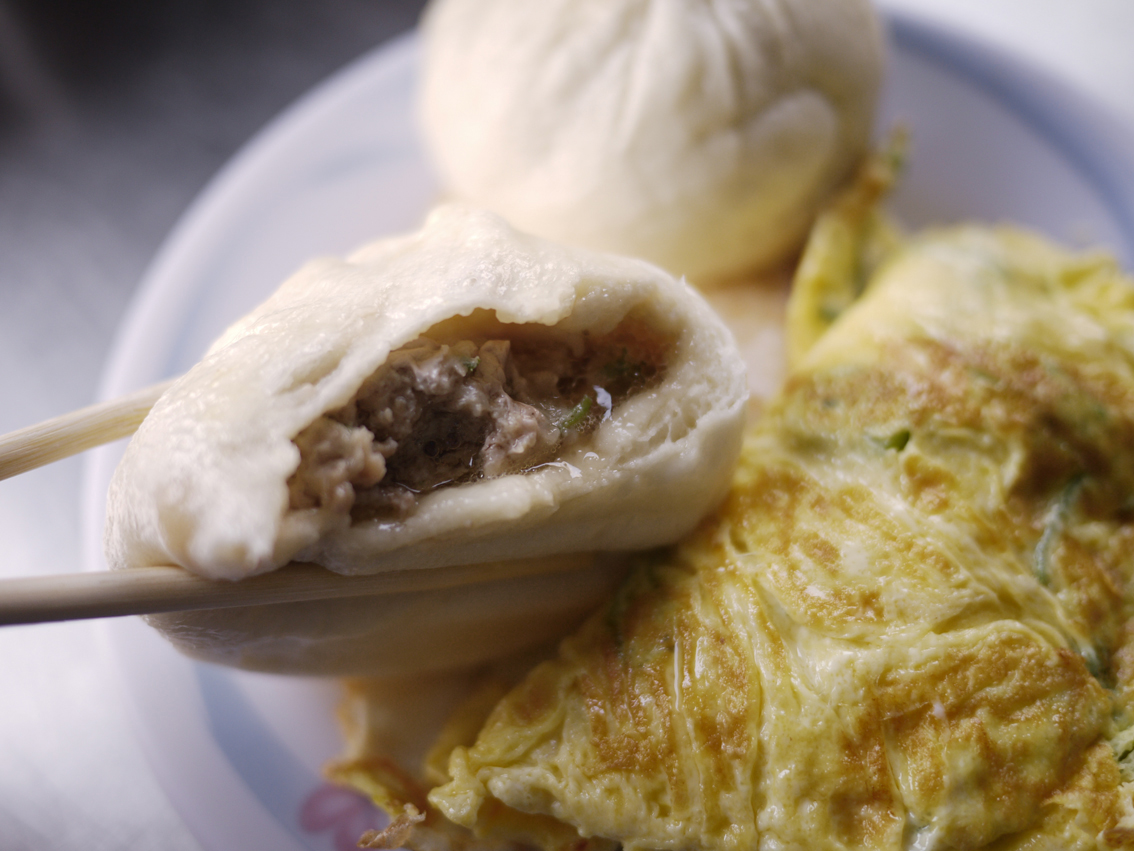
Gǒubulǐ-Bāozi – Füllung, Taiwan 2011
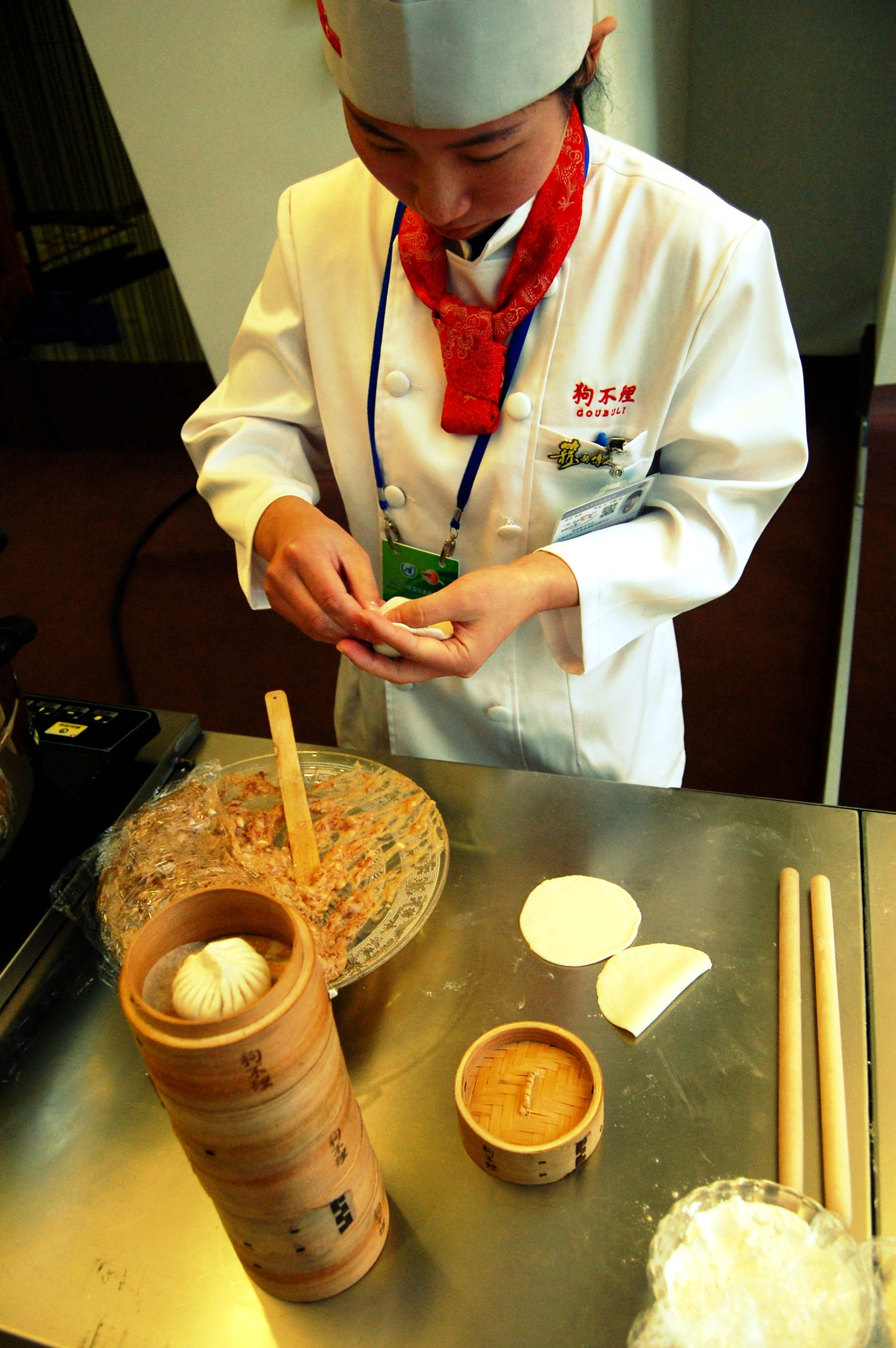
Gǒubulǐ – Zubereitung, 2010
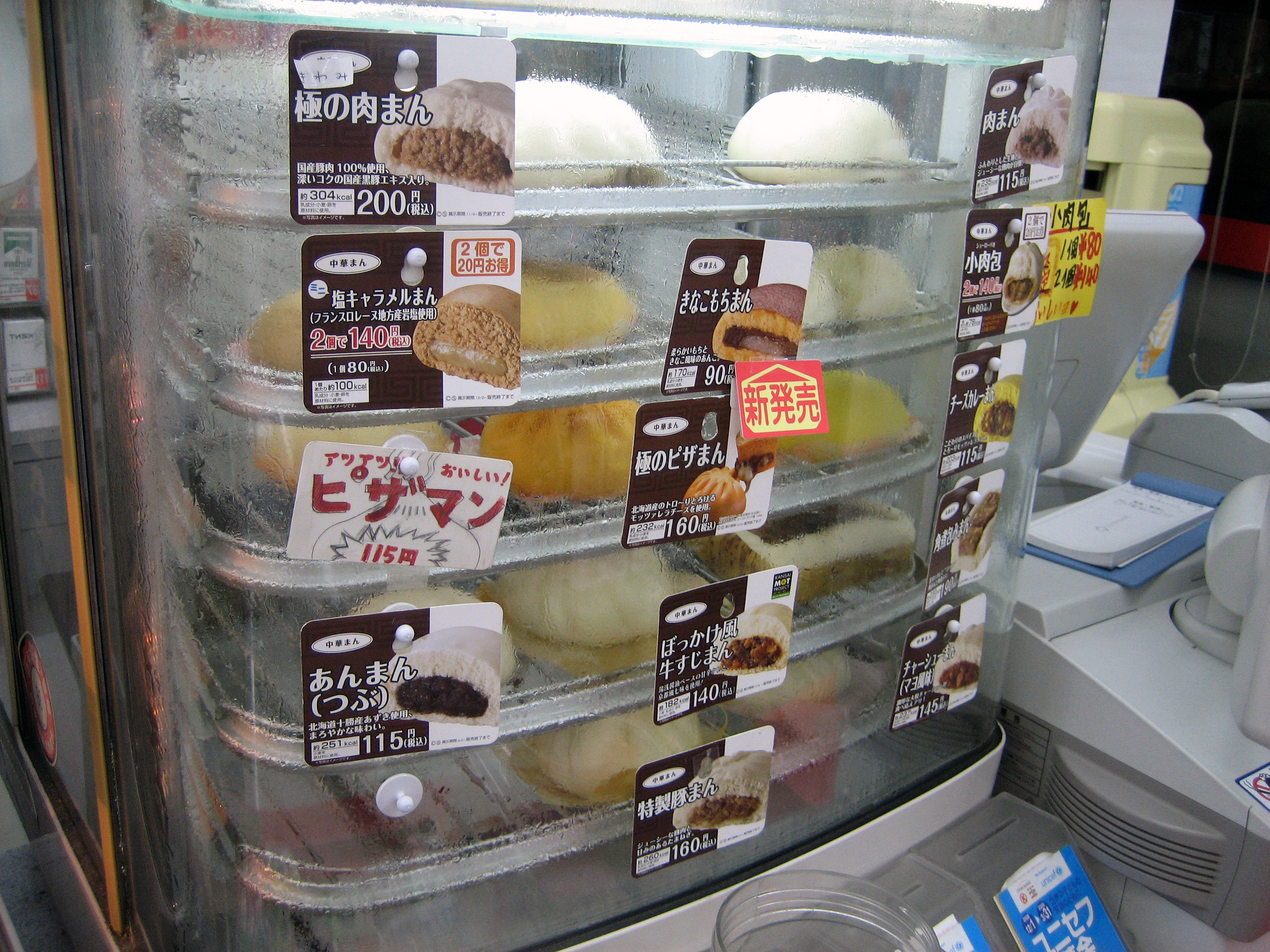
Japanische Chūkaman im Convenience Store, Japan 2009
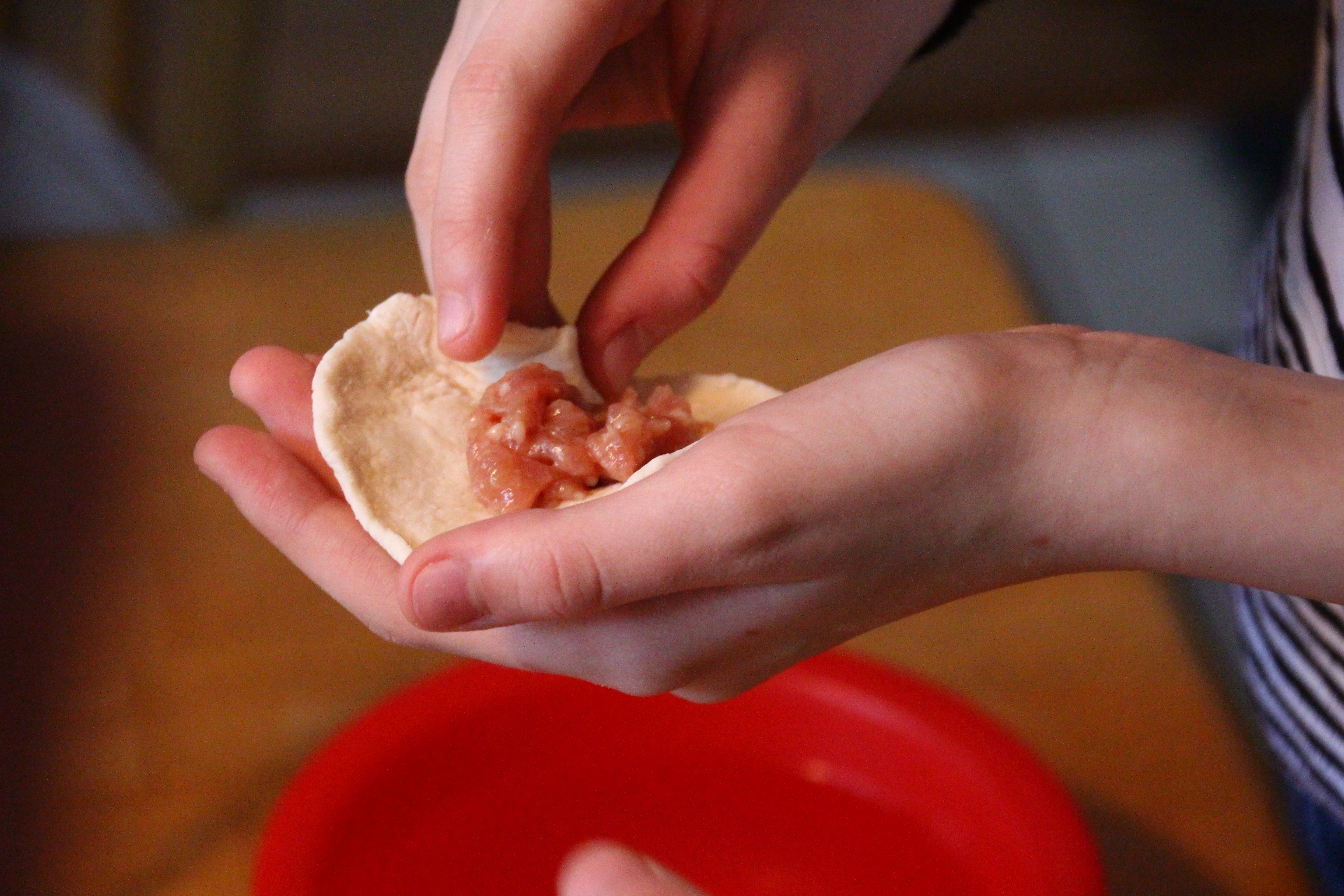
Heimische Baozi-Zubereitung – Fleischfüllung, China 2013
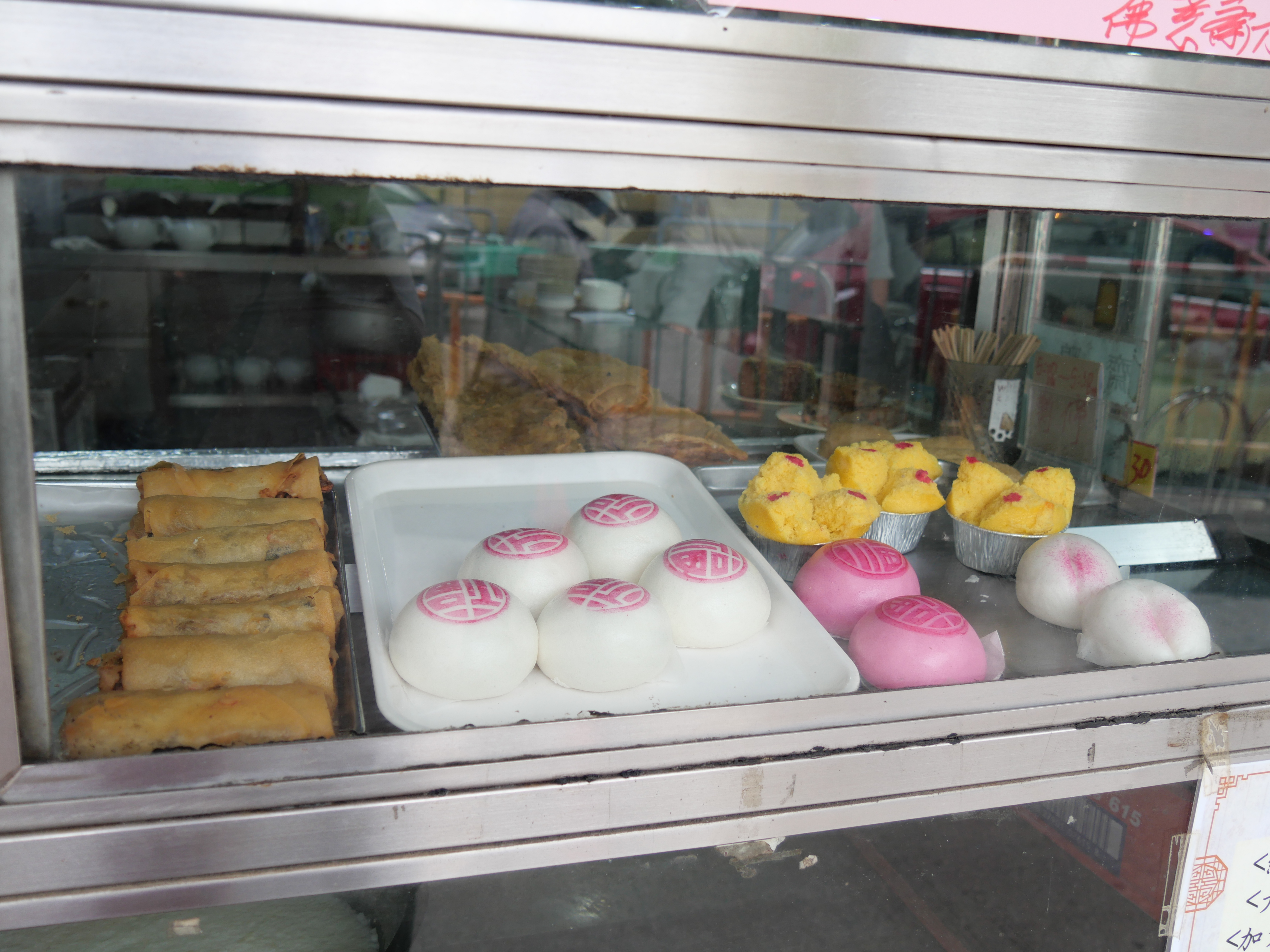
Vegetarische Baozi – Buddhistische Gaststätte, Hongkong 2020
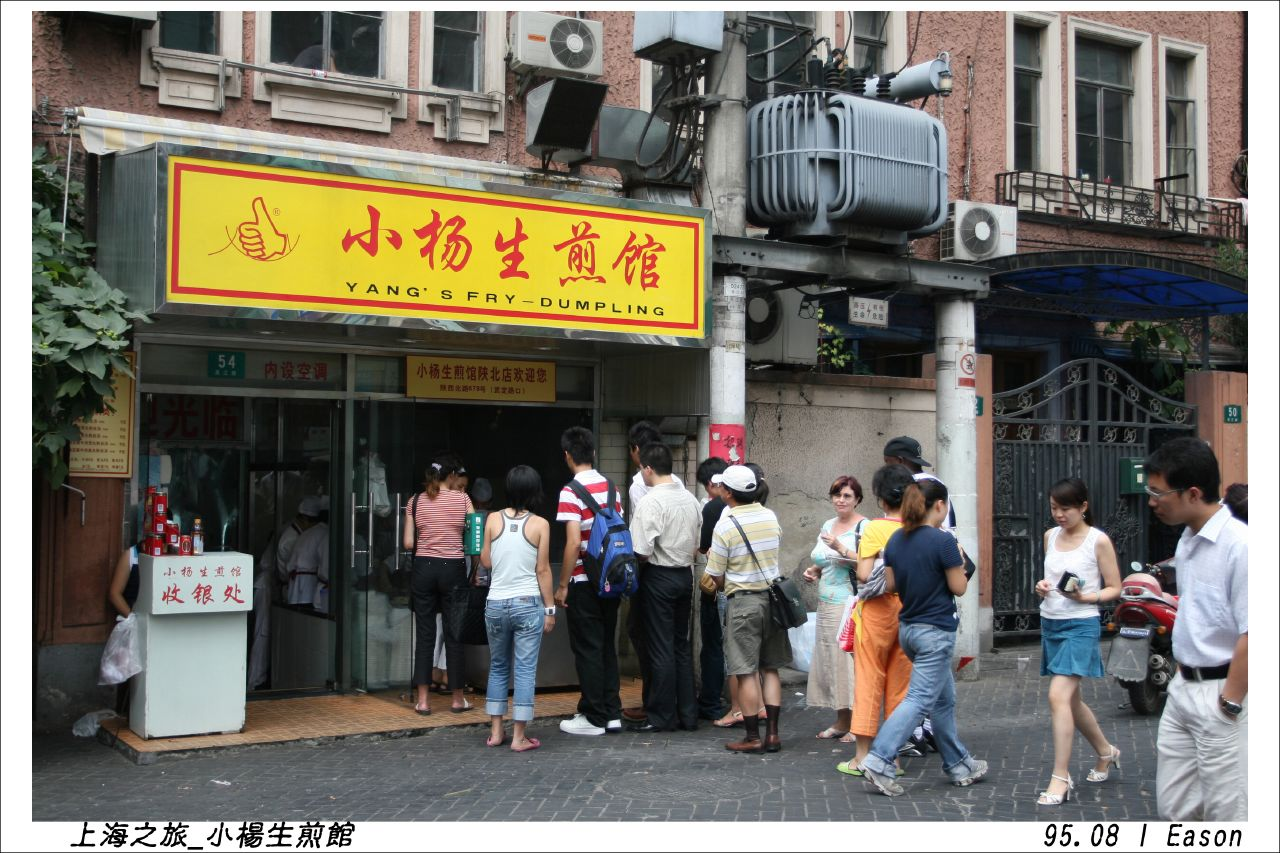
Laden für Shēngjiān Mántóu auf Wujiang Road (吴江路), Shanghai 2006
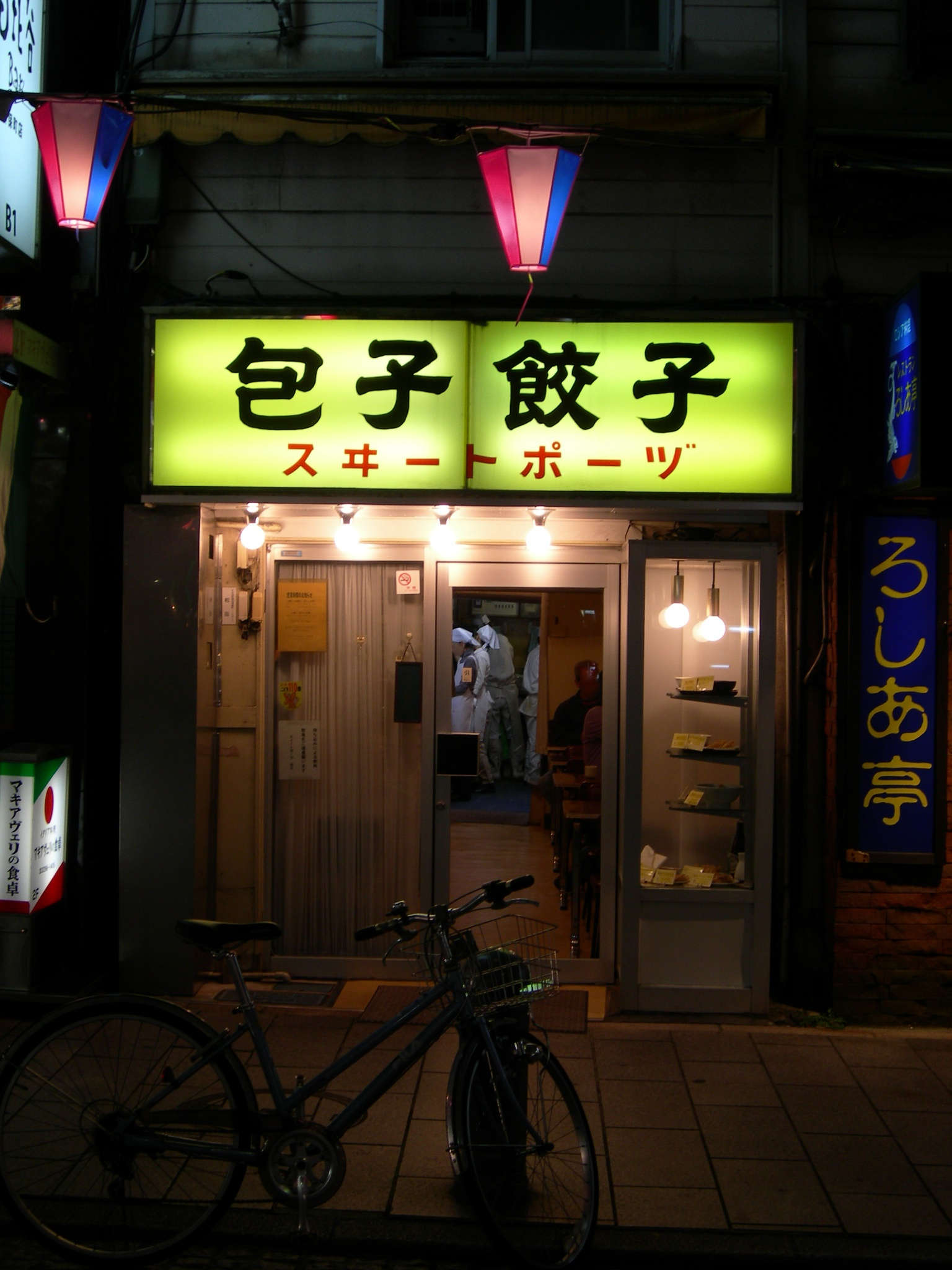
Baozi-Jiaozi-Laden, Tokio 2009